# Epinephelus randalli
Epinephelus randalli là một loài cá biển thuộc chi Epinephelus trong họ Cá mú. Loài này được mô tả lần đầu tiên vào năm 2024.

## Tình trạng phân loại
E. moara, nguyên là một đồng nghĩa của Epinephelus bruneus, được công nhận là loài hợp lệ vào năm 2013 để chỉ quần thể ở khu vực biển Hoa Đông. Tuy nhiên, kết quả nghiên cứu sâu hơn vào năm 2024 đã đưa E. moara trở lại thành đồng nghĩa thứ cấp của E. bruneus, còn quần thể ở Hoa Đông mới là E. bruneus thực sự. Nghiên cứu này cũng chỉ ra rằng, dạng hình thái thứ hai của E. bruneus trước đây (ở khu vực Biển Đông) đã được công nhận là loài hợp lệ, tức E. randalli.

## Từ nguyên
Từ định danh được đặt theo tên của cố Tiến sĩ John E. Randall, nhà ngư học, chuyên gia hàng đầu về cá rạn san hô.

## Phạm vi phân bố và môi trường sống
E. randalli có phân bố giới hạn ở Biển Đông, bao gồm miền Bắc Việt Nam (từ Quảng Ninh cho tới Lăng Cô, Huế), Bành Hồ và phía nam đảo Đài Loan, ngoài khơi Quảng Đông, Phúc Kiến và Hồng Kông (Trung Quốc). Quần thể từ Phúc Kiến ngược lên phía bắc là E. bruneus, còn quần thể ở Philippines chưa rõ là E. randalli hay E. bruneus.

## Mô tả
Chiều dài cơ thể lớn nhất được ghi nhận ở E. randalli là gần 17,8 cm. So với E. bruneus, E. randalli có ngạnh răng cưa ở xương trước nắp mang khá lớn, vảy hai bên thân là vảy tròn (cycloid), trừ vùng ngực là vảy lược (ctenoid). Kiểu hoa văn trên đầu (vệt sọc thứ tư) và thân (sọc thứ hai và thứ ba) cũng là đặc điểm giúp phân biệt hai loài này.
Số gai ở vây lưng: 11; Số tia vây ở vây lưng: 13–14; Số gai ở vây hậu môn: 3; Số tia vây ở vây hậu môn: 8; Số tia vây ở vây ngực: 17–18; Số vảy đường bên: 64–72.

## Thương mại
E. randalli từng là một trong những loài cá mú phong phú nhất ở Hồng Kông những năm 1960–1970. Quần thể E. randalli được đánh giá là Loài nguy cấp trong Sách đỏ IUCN dưới danh pháp E. bruneus. Việc sử dụng danh pháp chính xác rất cần thiết để quản lý nguồn lợi, nuôi trồng thủy sản và bảo tồn các loài cá mú.